# مارك هينيسي
مارك هينيسي (بالإنجليزية: Mark Hennessy)‏ هو مغني أمريكي، ولد في 1969.

## وصلات خارجية
- الموقع الرسمي